# Paysage exotique avec singes et un perroquet
Ne doit pas être confondu avec Paysage exotique ou Singes et perroquet dans la forêt vierge.
Paysage exotique avec singes et un perroquet est un tableau réalisé par le peintre français Henri Rousseau en 1908. Partie des Jungles pour lesquelles l'artiste est particulièrement reconnu, cette huile sur toile naïve représente une demi-douzaine de singes et un perroquet dans la végétation dense d'une forêt tropicale au coucher du soleil. Elle est conservée au sein d'une collection privée. 